# Bergen
För andra betydelser, se Bergen (olika betydelser).
Bergen (norskt uttal (fil)) är Norges näst största stad med 285 601 invånare 1 januari 2021. Storstadsregionen Bergen hade vid samma tid 430 883 invånare, medan tätorten Bergen hade 259 958 invånare 2020. Bergen är residensstad i Hordaland fylke (Vestland fylke), stiftsstad i Bjørgvin bispedømme inom Norska kyrkan samt säte för Gulating lagmannsrett (motsvarar svensk hovrätt). I Bergen finns Universitetet i Bergen, Norges handelshøyskole samt Høgskulen på Vestlandet med utbildningar för bland annat ingenjörer, lärare och sjuksköterskor.
Staden fungerade fram till och med 1200-talet som residensstad för Norges kungar, innan beslut togs att flytta huvudstaden till kungahusets hemstad Oslo. Bergen är en betydande sjöfartsstad med flera företag inom shipping och oljeindustrin.
Staden är en av Europas regnigaste med omkring 2 250 mm per år, där höstmånaden september oftast är den allra regnigaste.[källa behövs] Området Bryggen (tidigare benämnt Tyskebryggen efter Hansans verksamhet i staden) i stadens centrum präglas av sina trähus och ingår numera i Unescos världsarvslista. Bland övriga sevärdheter märks bergbanan Fløibanen, Edvard Griegs hem Troldhaugen med tillhörande museum samt Fantofts stavkyrka, som är rekonstruerad efter en brand 1992. Stadens mest kända fotbollslag SK Brann har Brann Stadion som hemmaarena med plats för 17 500 åskådare.

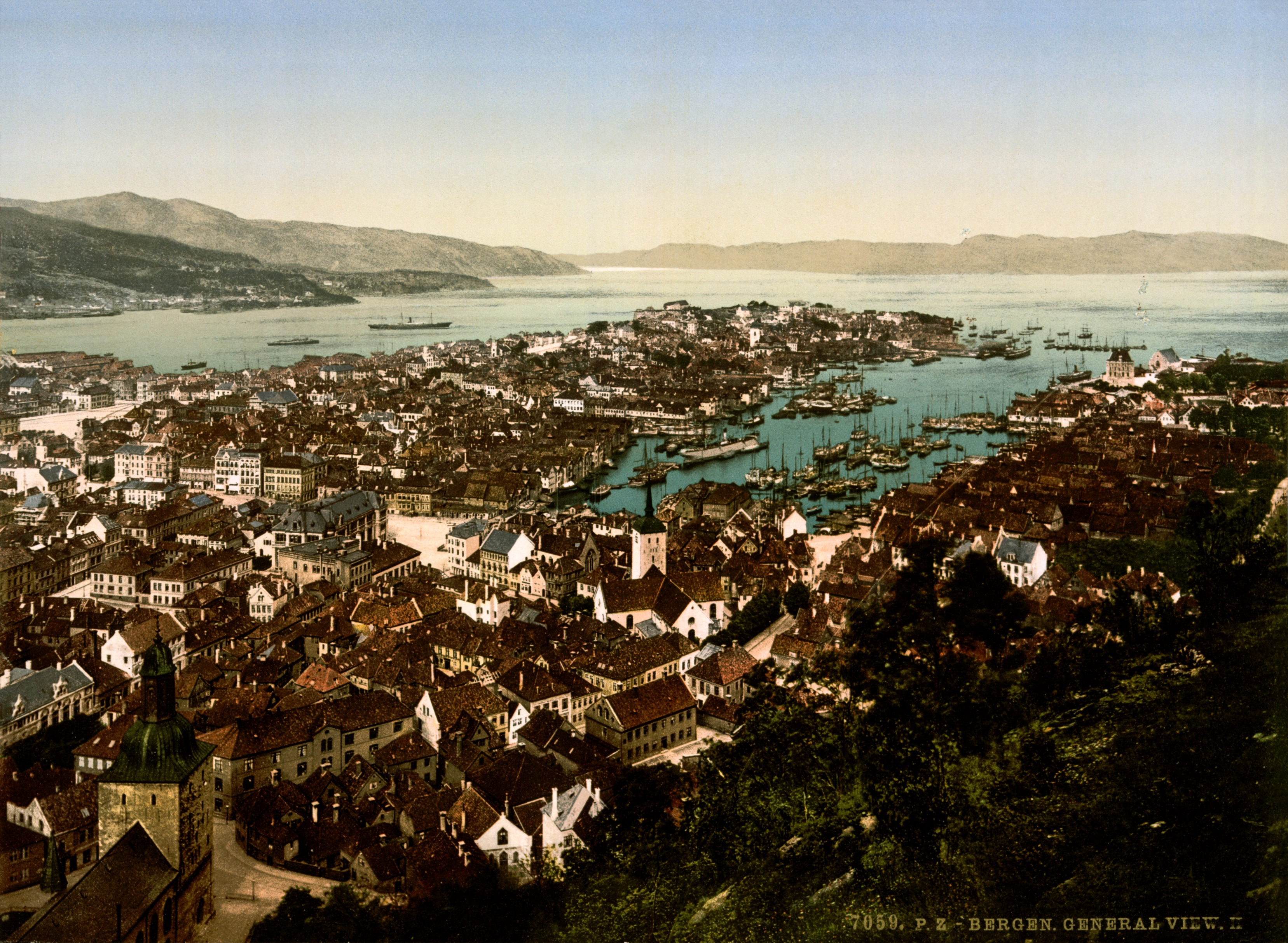
Bergen på 1890-talet.

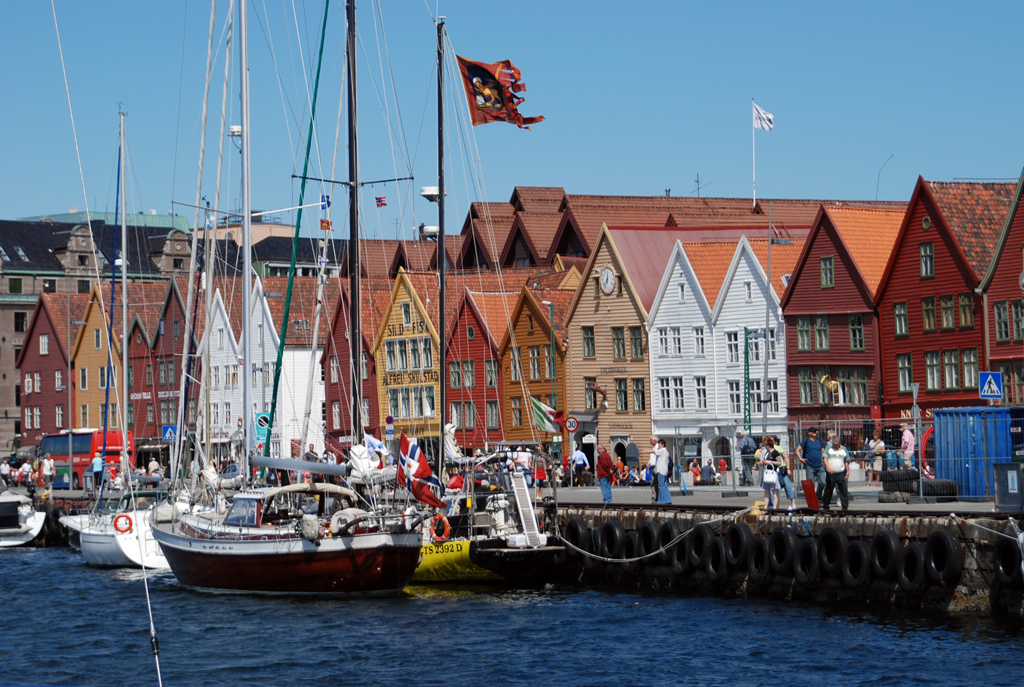
Bryggen i Bergen är ett av världsarven.

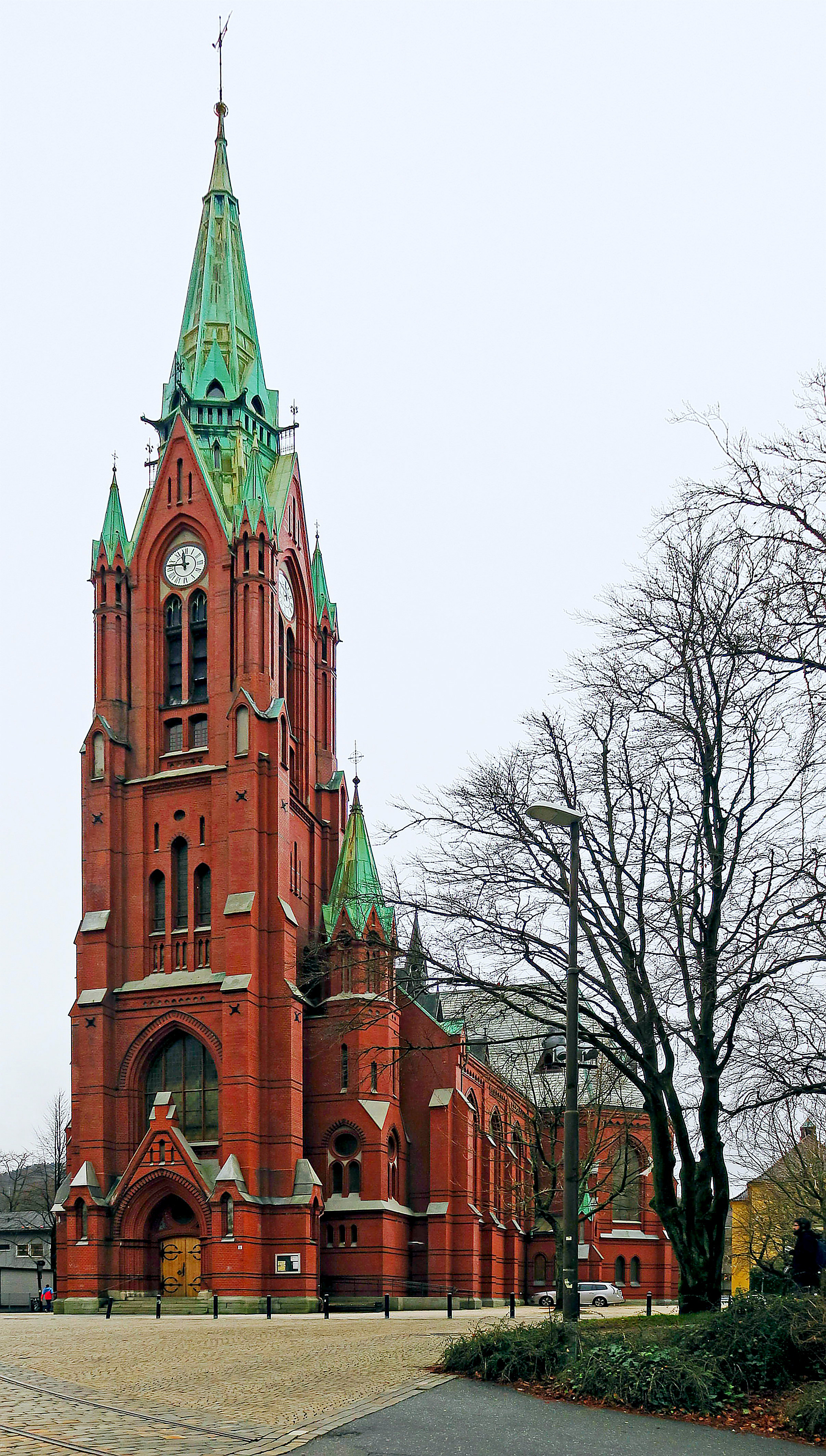
Johanneskyrkan.

Bergen ligger på Bergenshalvön i Midhordland, som är ett av de fem distrikten i Hordaland.
Bergen är mycket naturskönt belägen vid slutet av en fjord och mellan ett antal olika höga kullar och bergstoppar. Den skyddade hamnen skapar goda förutsättningar för sjöfart och har möjliggjort Bergens position som hamnstad.
Bergen blev ett eget amt 1831 och fortsatte från 1919 som eget fylke fram till 1972. Då slogs kommunen samman med grannkommunerna Arna, Fana, Laksevåg och Åsane, som hörde till Hordaland fylke, där också den sammanslagna kommunen placerades. Årstads kommun hade redan 1915 gått upp i Bergen.
Bergen har två rådhus, ett gammalt från 1500-talet och ett nytt, Bergen rådhus, som invigdes 1974. Kommunfullmäktige - bystyret- sammanträder fortfarande i samma sal som sedan 1561.
Bergens kommun deltar internationellt i Union of the Baltic Cities och i Organization of World Heritage Cities samt lokalt i Regionrådet Bergen og Omland, som är Norges största räknat i antal invånare.

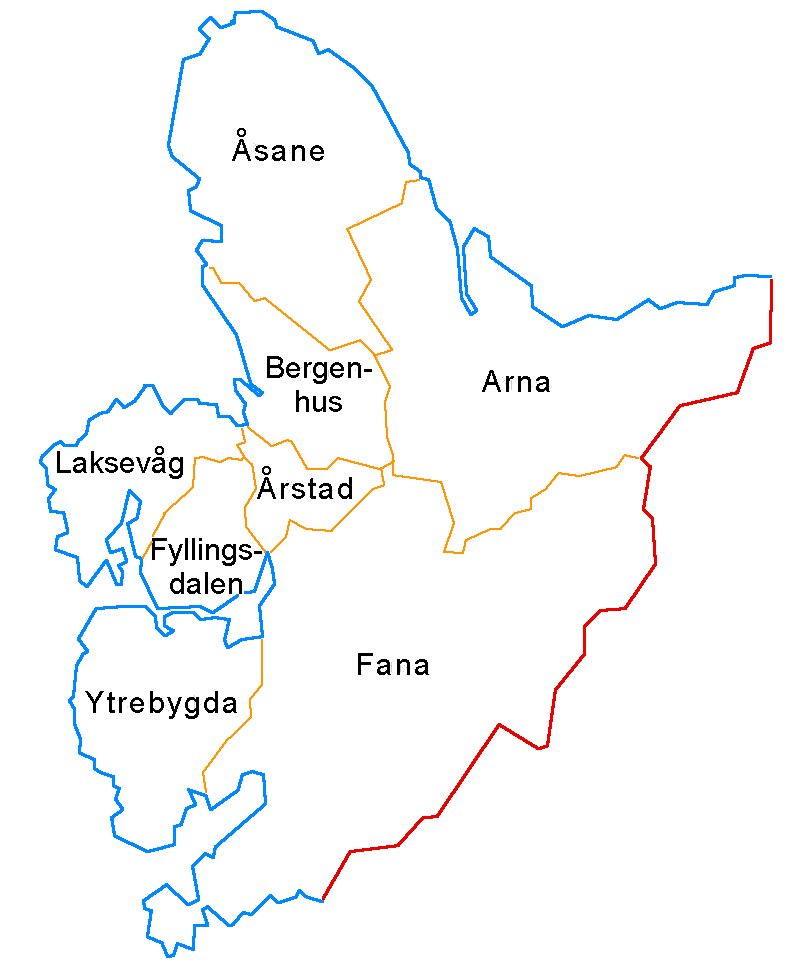
Karta över kommundelarna i Bergen

## Klimat
Bergen har ett ovanligt regnigt klimat. Staden får 2250 mm per år och är därmed en av Europas regnigaste. Klimatet beror på det geografiska läget och närheten till Atlanten. Bergen befinner sig längst åt väster på en landmassa där havsvindarna kommer från sydväst och dessutom är Bergen omgivet av berg som tvingar regnmolnen att stiga så att de kyls av. Temperaturen utjämnas av havet och är för breddgraden ovanligt mild på vintern, med ett genomsnitt på +3 °C på dagen i januari (dygnsmedel +1 °C). På sommaren är det kyligare än i inlandet. I juli är det i genomsnitt +17 °C på dagen (dygnsmedel +14 °C). Temperaturen når sällan under 10 minus på vintern och över 25+ på sommaren.
I augusti 2015 fick Bergen sin första officiella mätstation för solstrålning. Den ligger vid Langevannet, inte långt från landningsbanan på Bergens flygplats, Flesland. Under åren 2016 till 2022 hade stationen i snitt 1 594 soltimmar, enligt seklima.met.no. Maj var den soligaste med 256 timmar, juni och april 221, juli 205, augusti 189, september 132, mars 117, oktober 90, 68 februari, 42 november, 32 januari och 20 december.

## Kommundelar
Bergen är indelat i 8 kommundelar (bydeler).
| Bergens kommundelar, antal invånare 1 januari 2015. |         |
| Arna                                                | 13 899  |
| Bergenhus                                           | 42 804  |
| Fana                                                | 43 557  |
| Fyllingsdalen                                       | 30 204  |
| Laksevåg                                            | 40 518  |
| Ytrebygda                                           | 29 875  |
| Årstad                                              | 42 386  |
| Åsane                                               | 41 788  |
| Totalt                                              | 285 601 |

## Ortnamnet
Namnet Bergen kommer av det äldre namnet Bjørgvin som betyder 'bergsängen'.

## Historia

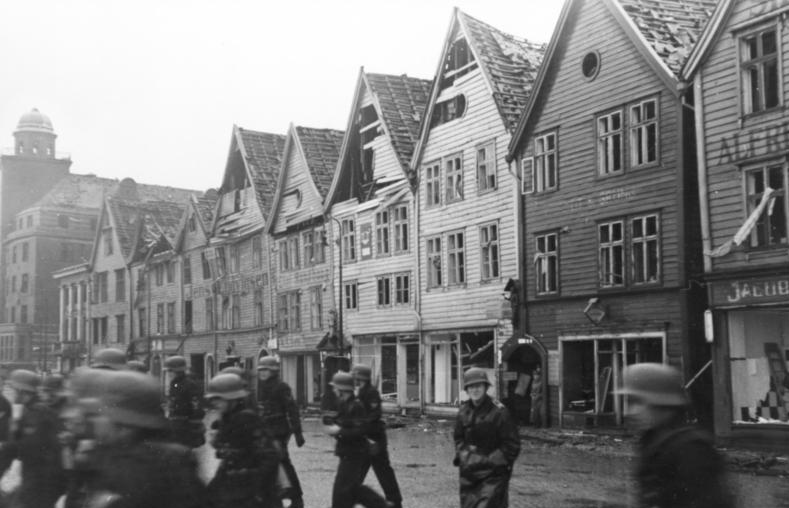
Bryggen, april 1944, efter en stor explosion på Vågen

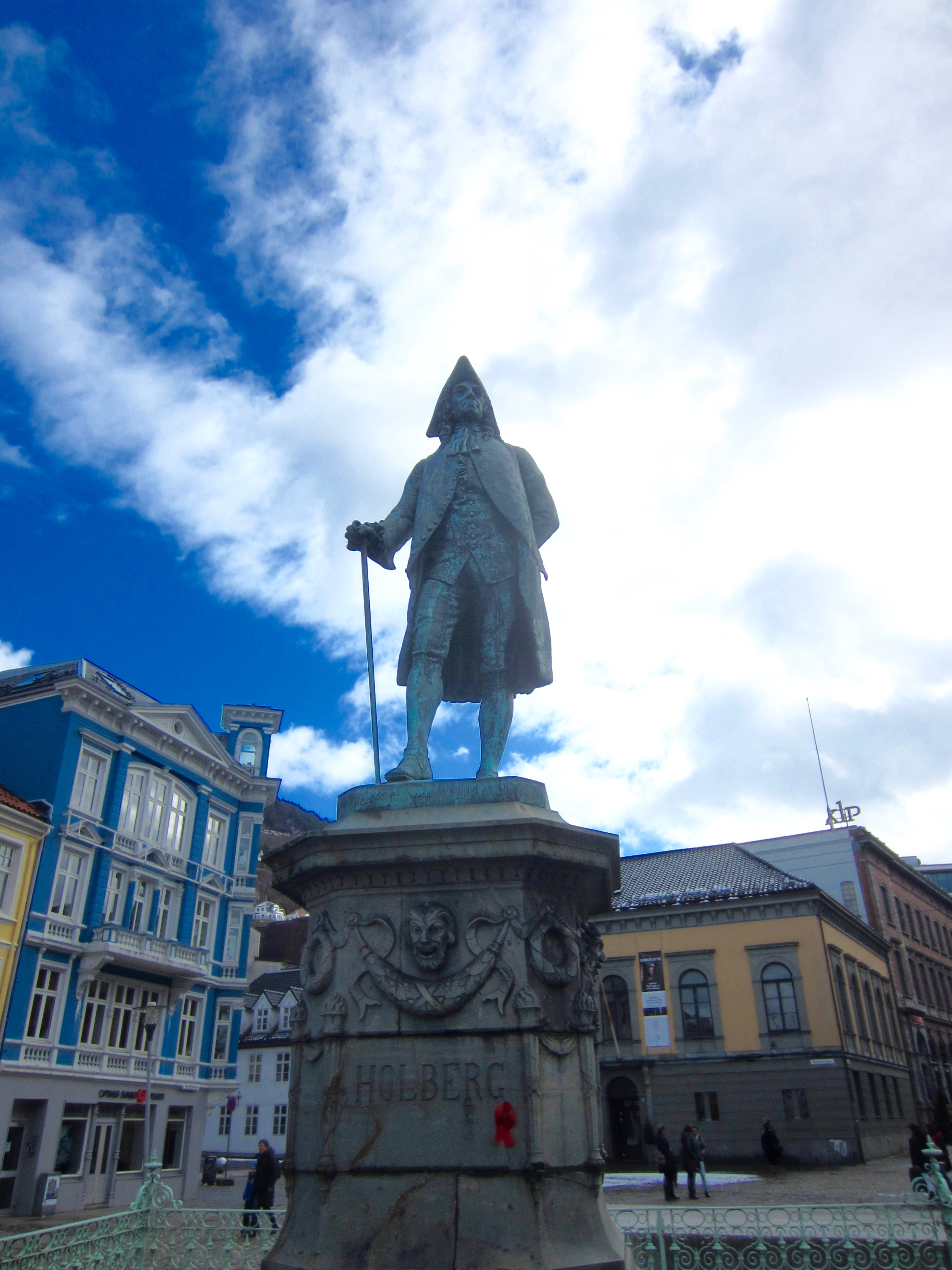
Statyn av Ludvig Holberg är utförd 1881 av John Börjeson och står på Vågsallmenningen.

Bergen grundades enligt traditionell historiebeskrivning 1070 av kung Olav Kyrre. I samband med det flyttades kungsgården från Aalkestad till Holmen vid Vågens inlopp. Där uppfördes stenbyggnaden Håkonshallen 1247–1261, från 1500-talet en del av fästningen Bergenhus. Bergen var de norska kungarnas främsta residensort fram till omkring 1300. Kort efter grundandet blev Bergen även biskopssäte för Västlandet. Under de följande århundradena växte Bergens handel med fisk betydligt, och mestadels exporterades den till England. Inbördeskrigen på 1100-talet innebar ett stort avbräck för Bergen. Magnus Lagaböte gav Bergen dess stadslag. 1250 slöts de första handelsavtalet mellan Norge och Lübeck och redan i början av 1300-talet dominerade hansan stadens handel. Ett hanseatiskt handelskontor inrättades 1360, den tyska inflyttningen var stor och genom Freden i Kalundborg 1376 befästes hansans handelsvälde över staden. 1393-1430 plundrades Bergen flera gånger av vitaliebröderna.
Kristian II bekämpade hanseaterna och försökte bryta det tyska monopolet inom stadens handel, men först länsherrarna Kristofer Walkendorf och Erik Rosenkrantz lyckades bryta deras makt genom Odense recess. Nordlands- och Finnmarkshandeln fick från 1500-talet allt större betydelse. Fram till omkring 1880 hade Bergen återkommande fiskmässor när båtlaster med torkad fisk kom in till staden under för- och sensommaren. Hansekontoret indrogs 1650. På 1600-talet upplevde staden en glanstid, och staden var då Nordens främsta sjöstad. En brand 1702 förstörde nästan hela staden, och det dröjde till slutet av 1700-talet och Napoleonkrigen innan staden fick en ny uppblomstring.
Detta gällde även Bryggen. Endast en fjärdedel av de hus som står där idag är byggda under tiden strax efter 1702, när de äldre förrådshusen längs kajen brann ned. I de andra husen är det bara en del källarvåningar i sten som är äldre än från 1702. Dessa är från 1400-talet.
Vid övergången från segel- till ångfartyg på 1880-talet var Bergen den ledande sjöfartsstaden och hade ännu 1917 mest tonnage i landet. En förödande brand 1916 förstörde stora delar av stadens centrum. Under andra världskriget gick dock hälften av handelsfartygen förlorade. Bergen knöts 1883 samman med Voss och 1909 med Oslo via Bergensbanen. Någon industristad av betydelse blev dock inte Bergen förrän omkring 1900, när den elektrifierades, 1914 uppfördes ett nytt kraftverk i Samnanger, 30 kilometer öster om staden. Under industrialiseringen fick Bergen bland annat textilindustri och mekaniska verkstäder.
Bergen var största stad i Norden på 1500- och 1600-talen och i Norge fram till 1830-talet.
Bland stadens äldre byggnader märks Korskyrkan och Mariakyrkan, båda från 1100-talet samt de i Bergenshus fästning ingående delarna av Håkonshallen från 1200-talet och Rosenkrantztornet från 1500-talet. Domkyrkan, ursprungligen Franciskanerklostrets kyrka, härrör från 1200-talet.

## Stadsvapen

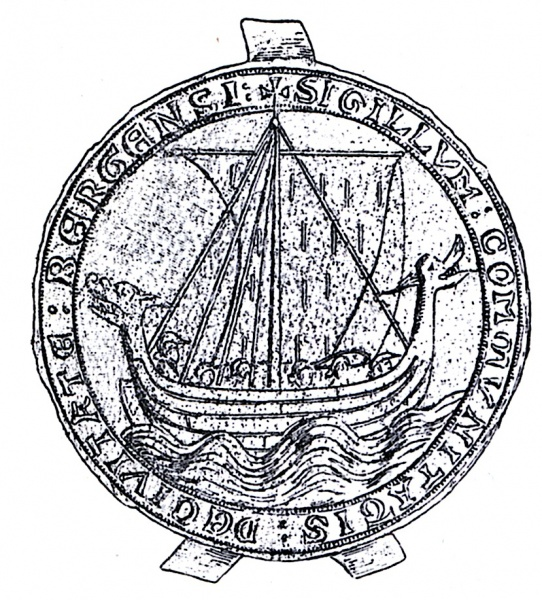
Sigill 1299
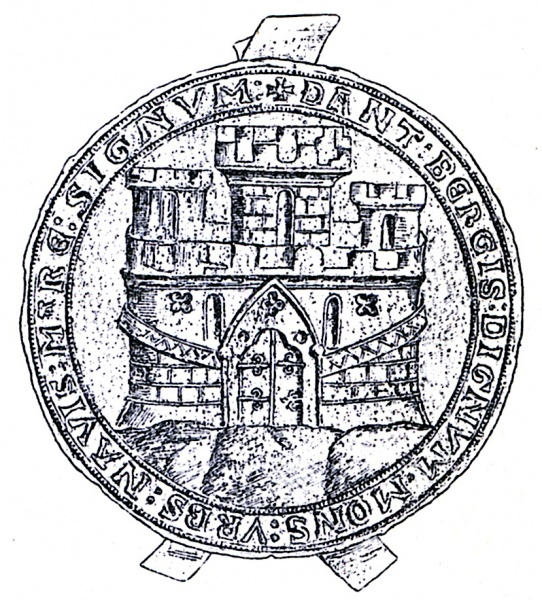
Sigill 1299
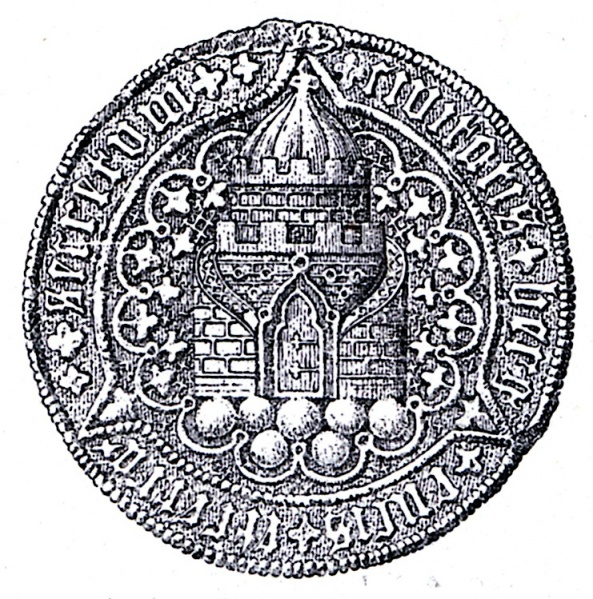
Sigill 1531
Modernt stadsvapen

Bergens stadsvapen är vidareutvecklat från de sigill som staden använt tidigare, åtminstone sedan 1293. Under den epoken visade sigillet ett slott med tre torn ovanför sju klippor på ena sidan, och ett vikingaskepp på den andra. Sigillet var alltså tvåsidigt, vilket var ovanligt. Den latinska inskriptionen «SIGILLVM COMMVNITATIS DE CIVITATE BERGENSI» omger skeppet och «DANT BERGEIS DIGNUM MONS VRBS NAVIS MARE» omger slottet. Från slutet av 1300-talet användes endast sidan med slottet. 
År 1531 ändrades sigillet: I den nya varianten har slottet bara ett torn och under slottet finns sju stora cirkelrunda punkter. Bergen var den första staden i Norge att använda ett sigill men trots att Bergen var den viktigaste staden i Skandinavien[källa behövs] var både Köpenhamn (1254) och Stockholm (1281) tidigare.
Det nutida vapnet är en moderniserad version av det första sigillet, med ett slott ovanför sju rundade stenar.

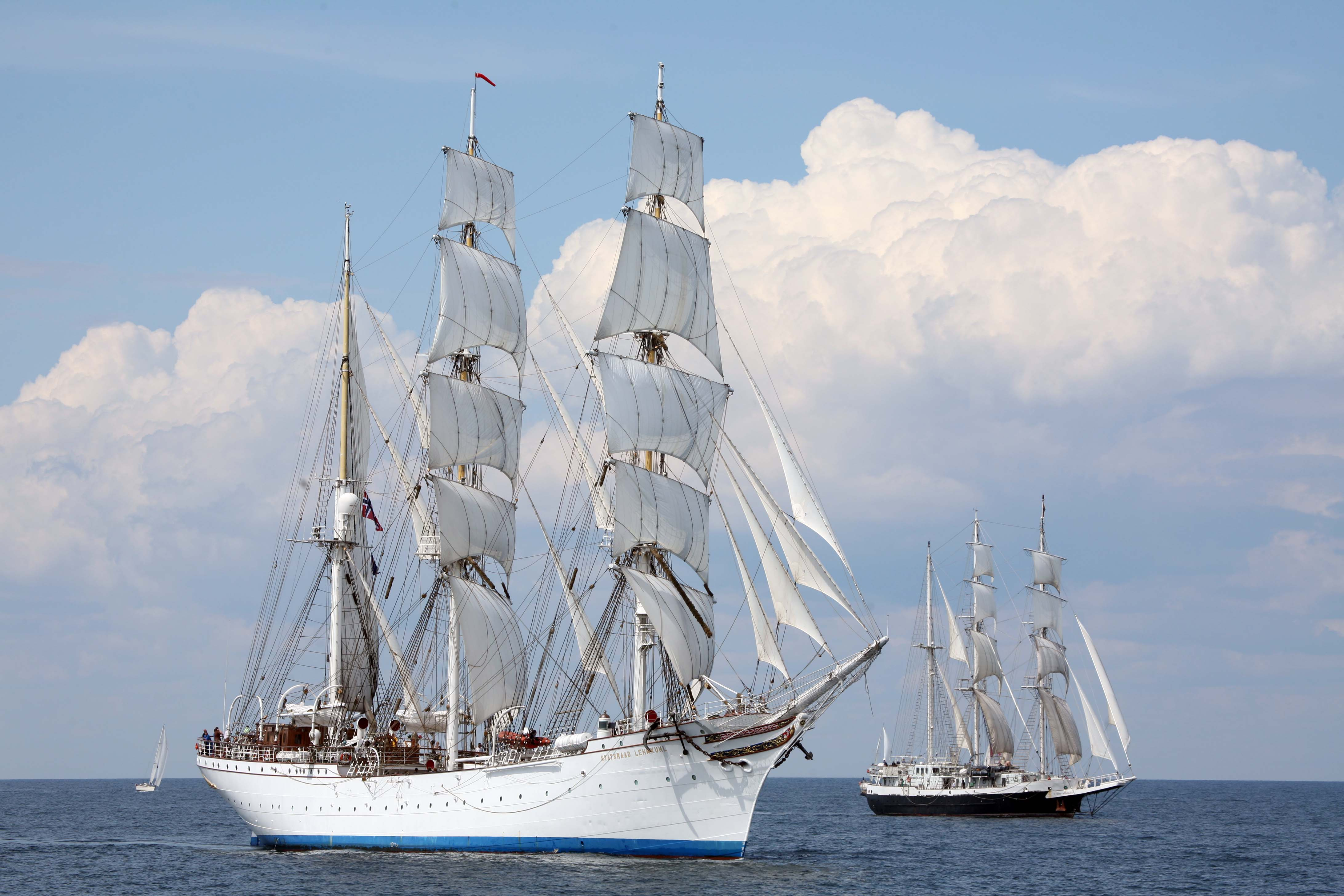
En av stadens sevärdheter är den tremastade barken Statsraad Lehmkuhl med sin hemmahamn i Bergen.

## Kända personer från Bergen
- Arne Bendiksen (1926–2009), sångare
- Christen Brun (1828–1917), teolog och biskop
- Georg Andreas Bull (1829–1917), arkitekt
- Ole Bull (1810–1880), violinist och kompositör
- Claus Daae (1806–1896), präst och politiker
- Johan Christian Klausson Dahl, I.C. Dahl, (1788–1857), målare
- Daniel Cornelius Danielssen (1815–1894), läkare, forskare och politiker
- Lorentz Dietrichson (1834–1917), professor och konsthistoriker
- Jan Eggum (född 1951), sångare
- Olve Eikemo (född 1973), musiker
- Gerhard Fischer (1890–1977), arkitekt och arkeolog
- Karen-Christine "Kim" Friele (född 1935), författare
- Claes Gill (1910–1973), författare och skådespelare
- Ivar Giæver (född 1929), fysiker
- Tryggve Gran (1889–1980), flygare
- Edvard Grieg (1843–1907), kompositör
- Harald Grieg (1895–1972), förläggare
- Nordahl Grieg (1902–1943), författare
- Christine Guldbrandsen (född 1985), sångerska
- Kyrre Gørvell-Dahll, "Kygo" (född 1991), musikproducent
- Albert Viljam Hagelin (1881–1946), affärsman och politiker
- Gerhard Henrik Armauer Hansen (1841–1912), läkare och forskare
- Ludvig Holberg (1684–1754), författare
- Amund Helland (1846–1918), professor, geolog och politiker
- Joachim Holst-Jensen (1880–1963) skådespelare
- Inger Hagerup (1905–1985), författare
- Anne Kristin Hagesæther (född 1968), illustratör
- Sverre Hansen (1919–1995), skådespelare
- Terje Hellesø (född 1964), naturfotograf
- Stig Holmås (född 1946), författare
- Erik Huseklepp (född 1984), fotbollsspelare
- Ketil Hvoslef (född 1939), kompositör
- Suzannah Ibsen (1836–1914), översättare, hustru till Henrik Ibsen
- Helge Ingstad (189–2001), författare, jurist och forskare
- Kristofer Janson (1841–1917), författare
- Peter Andreas Jensen, (1812–1867), författare och präst
- Georg Johannesen (1931–2005), författare och professor
- Helge Jordal (född 1946), skådespelare
- Fredrik Kayser (1918–2009), motståndsman
- Else Christie Kielland (1903–1993), målare, textilkonstnär
- Sissel Kyrkjebø (född 1969), sångerska
- Christian Lassen (1800–1876), professor och orientalist
- Leif Andreas Larsen («Shetlands-Larsen») (1906–1990), sjöofficer och krigshjälte
- Cecilie Leganger (född 1975), handbollsspelare
- Trude Gundersen Lehman (född 1977), taekwondoutövare
- Sondre Lerche (född 1982), musiker
- Lothar Lindtner (1917–2005), skådespelare
- Audun Lysbakken (född 1977), politiker
- Vibeke Løkkeberg (född 1945), regissör, skådespelare och manusförfattare
- Inge Lønning (1938–2013), professor, teolog och politiker
- Per Lønning (1928–2016), professor, teolog, biskop och politiker
- Max Manus (1914–1996), motståndsman
- Christian Michelsen (1857–1925), skeppsredare, politiker och statsminister
- Ole Danbolt Mjøs (född 1939), professor, läkare och politiker
- Olefine Moe (1850–1933), operasångare
- Henrik Mohn (1835–1916), meteorolog
- Johan Ludwig Mowinckel (1870–1943), skeppsredare, politiker och statsminister
- Torborg Nedreaas (1906–1987), författare
- Kurt Nilsen (född 1978), sångare och Idolsvinnare
- Kjersti Tysse Plätzer, (född 1972), friidrottare
- Frode Rasmussen (född 1943), skådespelare
- Hilmar Reksten (1897–1980), skeppsredare
- Hans Henrik Reusch (1852–1922), geolog
- Michael Sars (1805–1869), professor, zoolog och präst
- Amalie Skram (1846–1905), författare
- Erna Solberg (född 1961), politiker, statsminister
- Gunnar Staalesen (född 1947), författare
- Sverre Steen (1898–1983), historiker
- Johan Storjohann (1832–1914), teolog
- Anne-Grete Strøm-Erichsen (född 1949), politiker
- Harald Sæverud (1897–1992), kompositör
- Stephan Tschudi-Madsen (1923–2007), konsthistoriker
- Geirr Tveitt (1908–1981), kompositör
- Varg Vikernes (född 1973), musiker
- Haakon Wallem (1870–1951), skeppsredare
- Johan Sebastian Welhaven (1807–1873), författare
- Bård Ylvisåker (född 1982), komiker, programledare och musiker
- Vegard Ylvisåker (född 1979), komiker, programledare och musiker
- Frode Øverli (född 1968), serietecknare

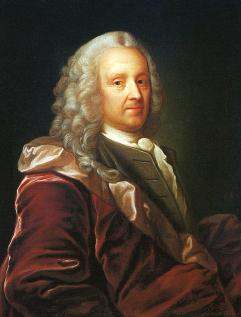
Ludvig Holberg, dramatiker
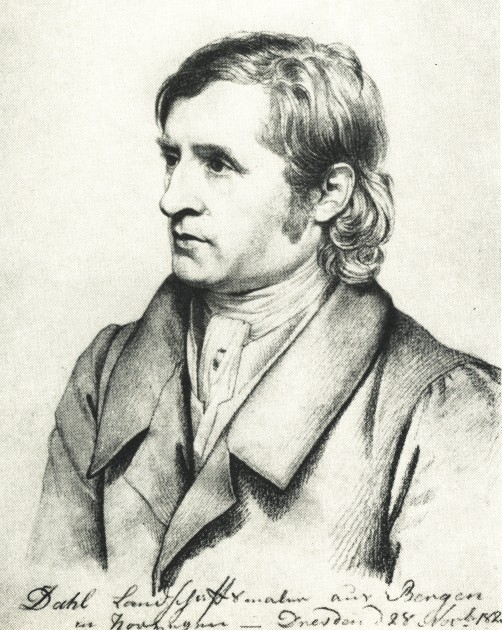
J. C. Dahl, målare
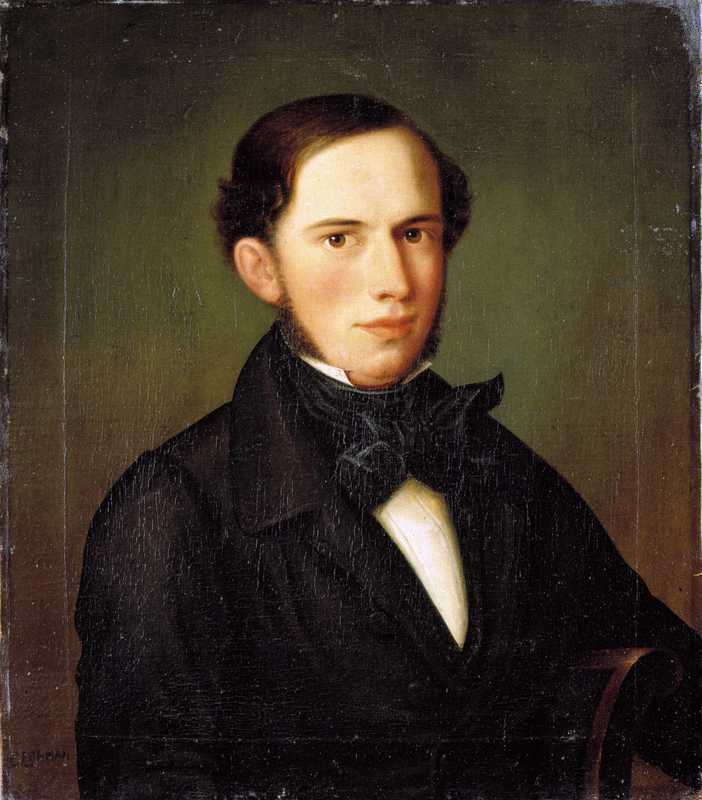
Johan Sebastian Welhaven, författare
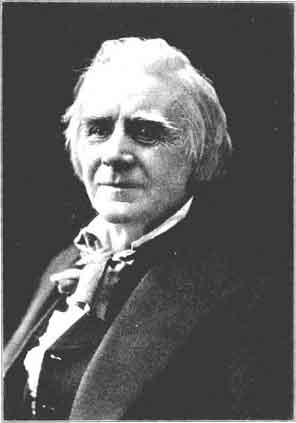
Ole Bull, kompositör
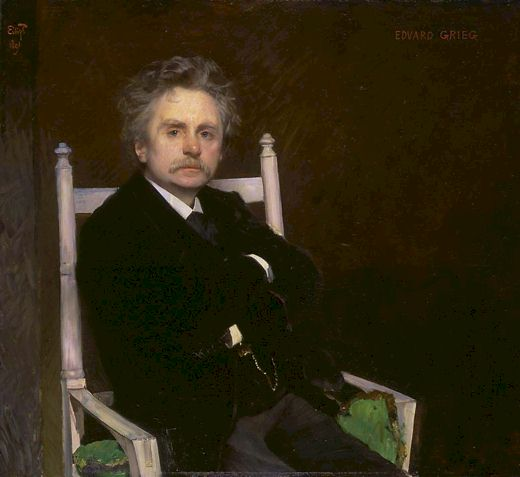
Edvard Grieg, kompositör
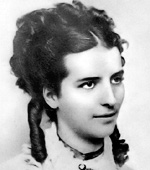
Amalie Skram, författare
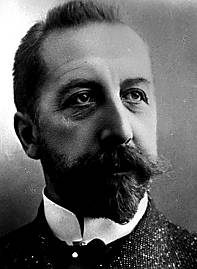
Christian Michelsen, statsminister
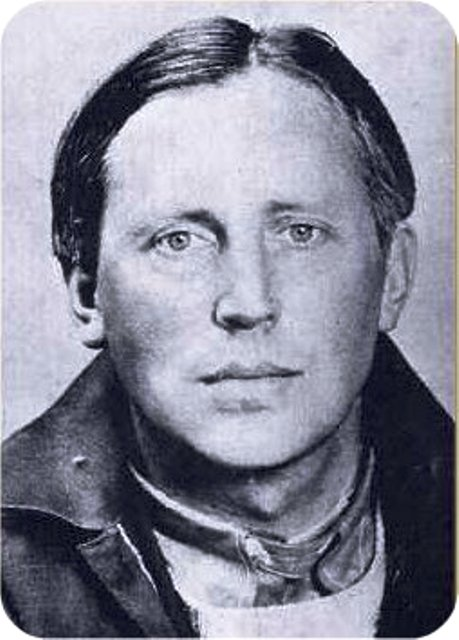
Nordahl Grieg, författare
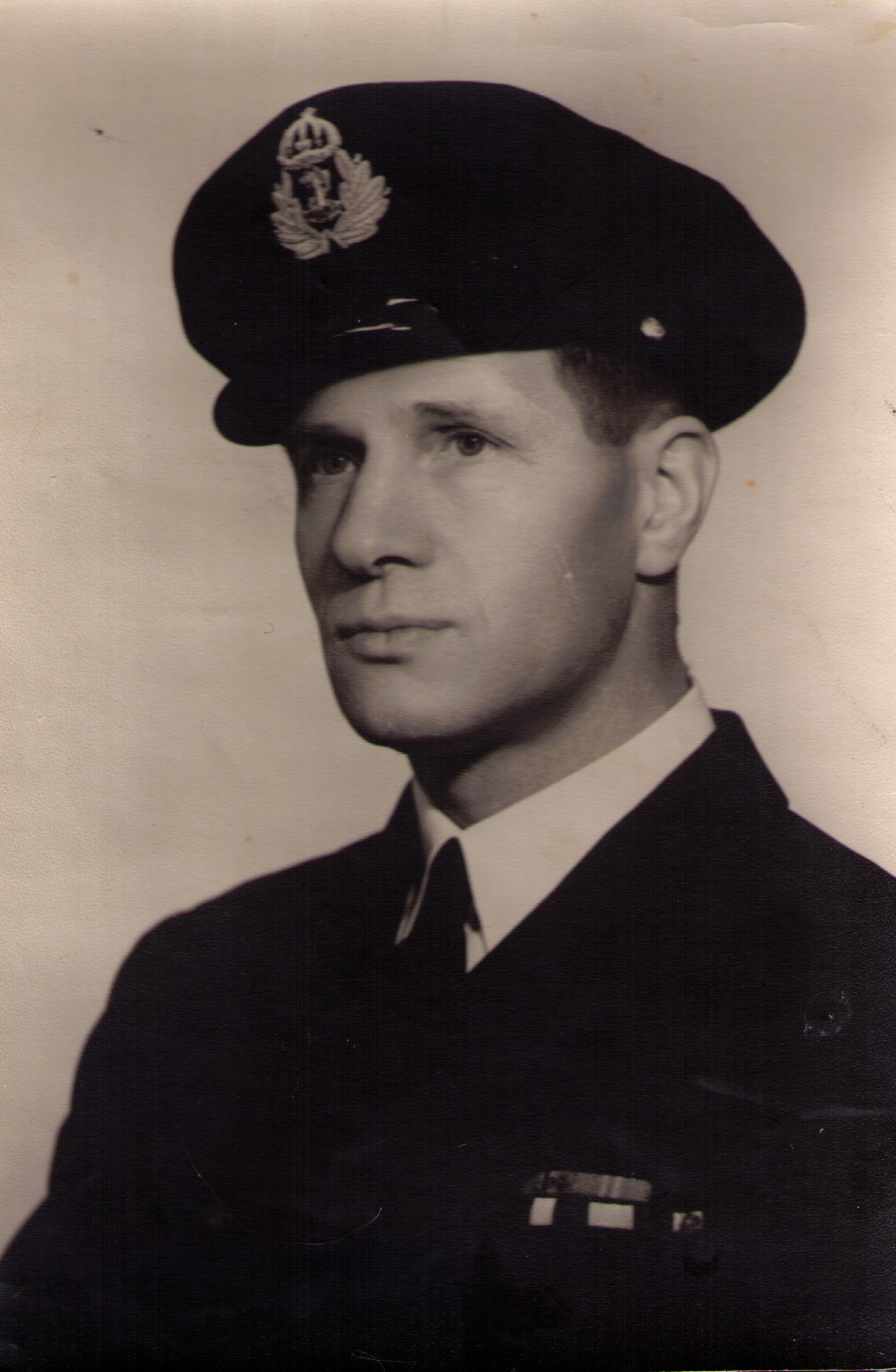
Leif Larsen ShetlandsLarsen
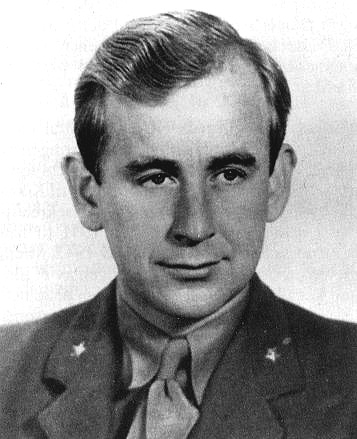
Max Manus, motståndsman
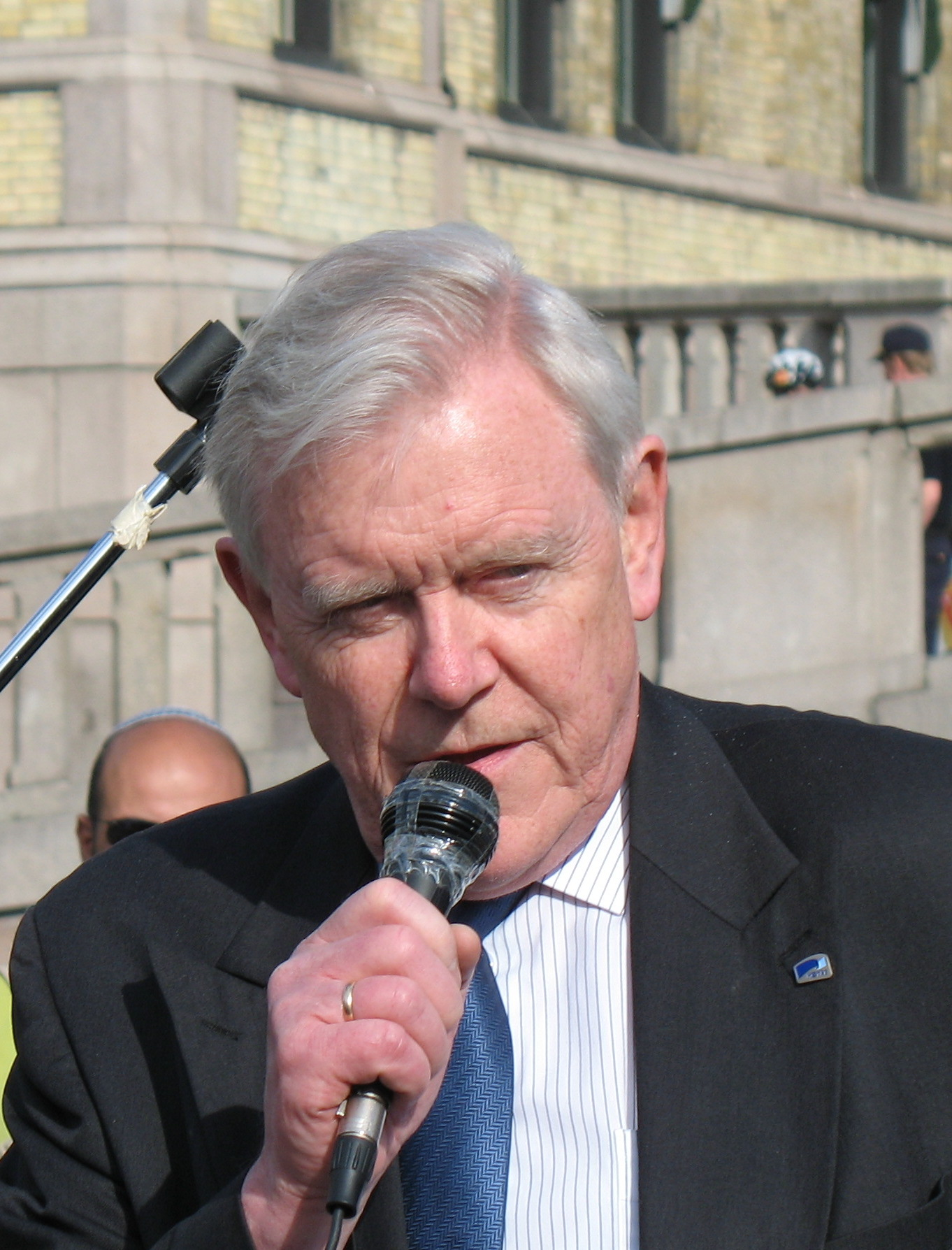
Inge Lønning, professor och politiker
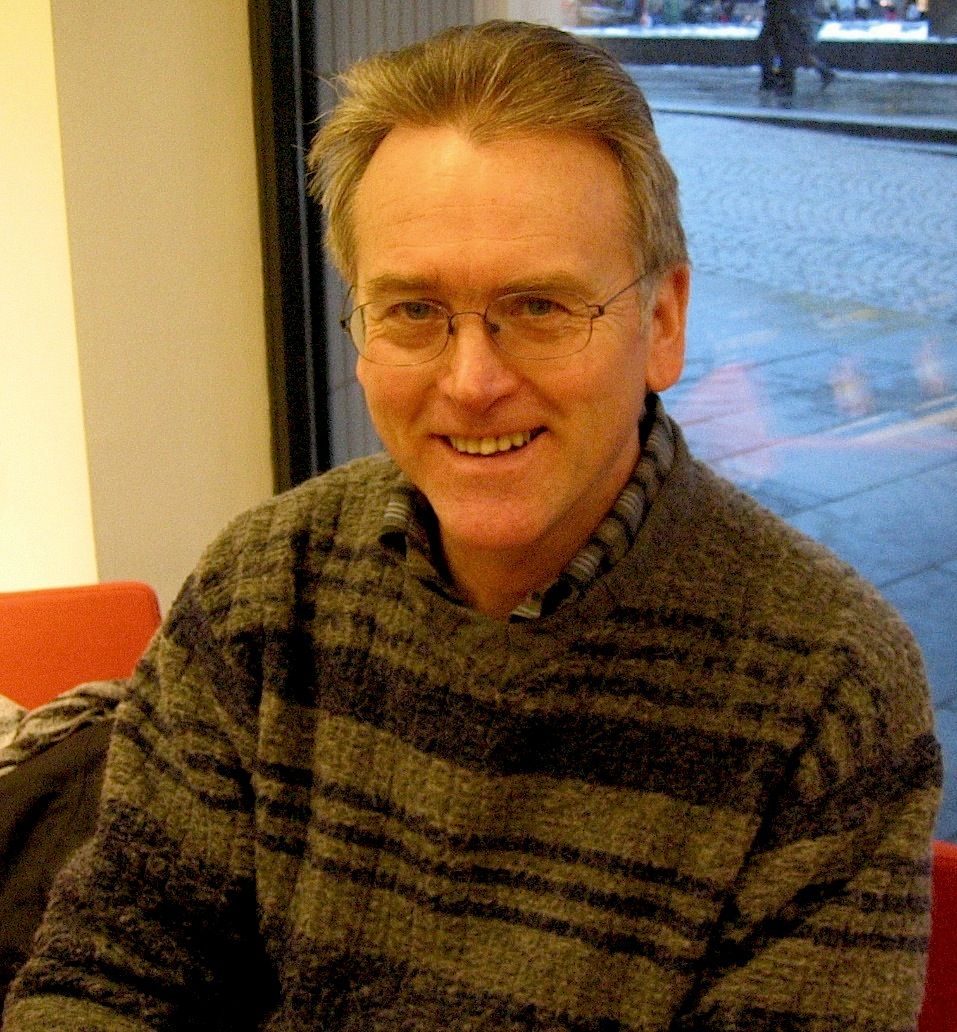
Gunnar Staalesen, författare och dramatiker
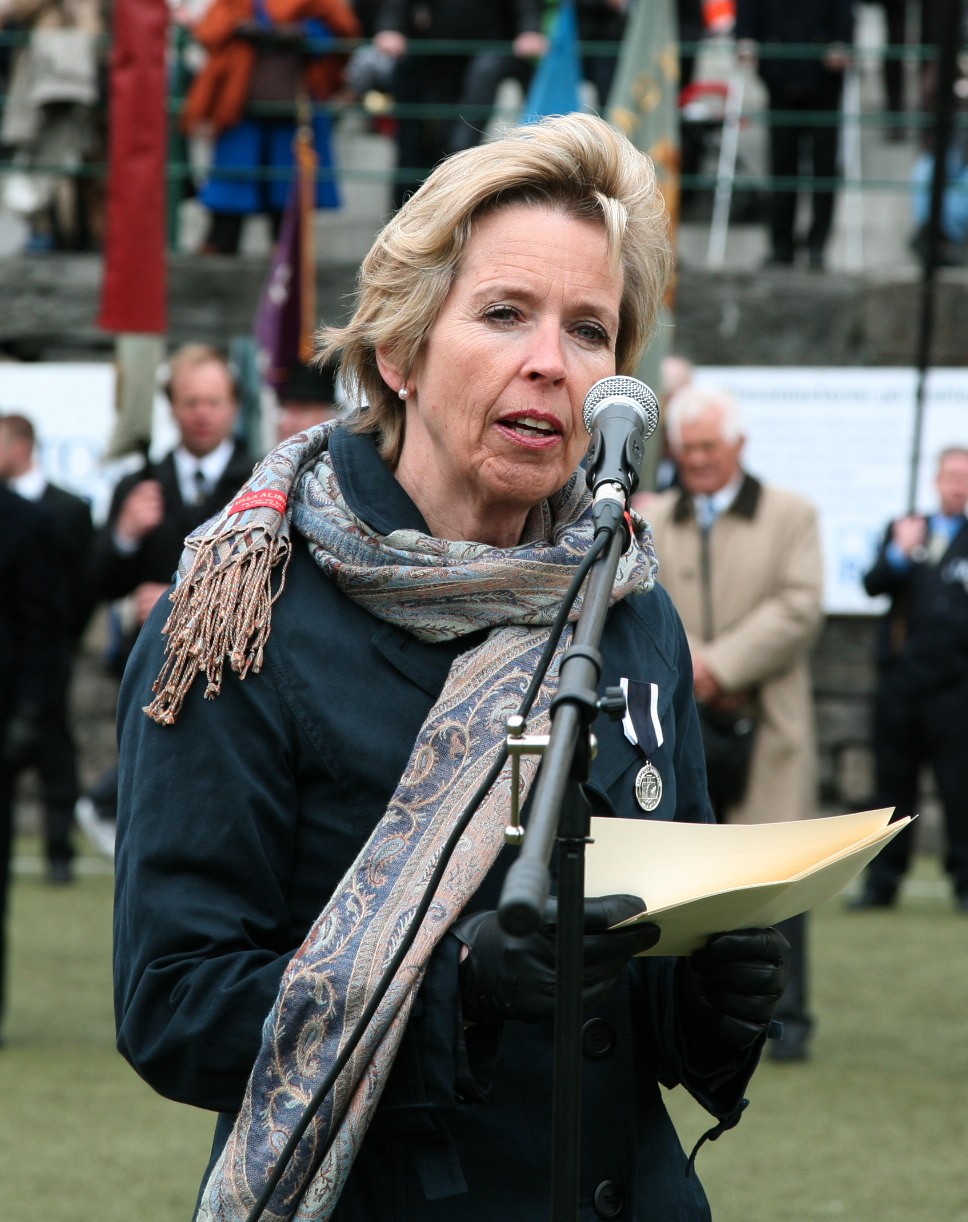
Anne-Grete Strøm-Erichsen, politiker
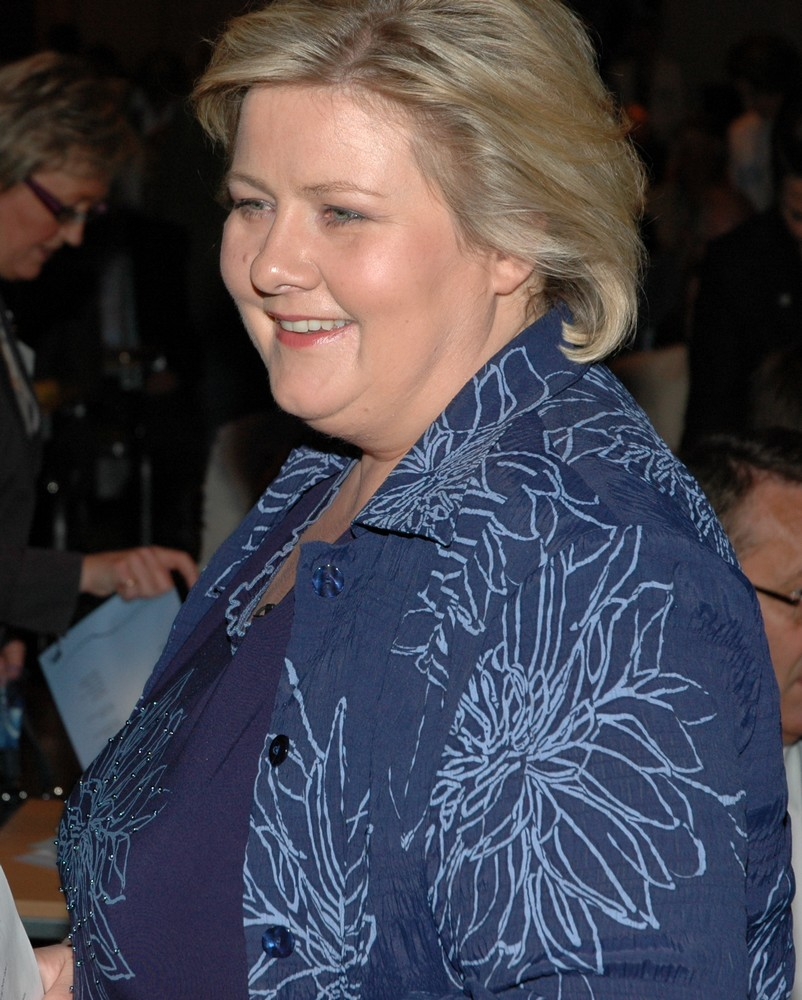
Erna Solberg, politiker
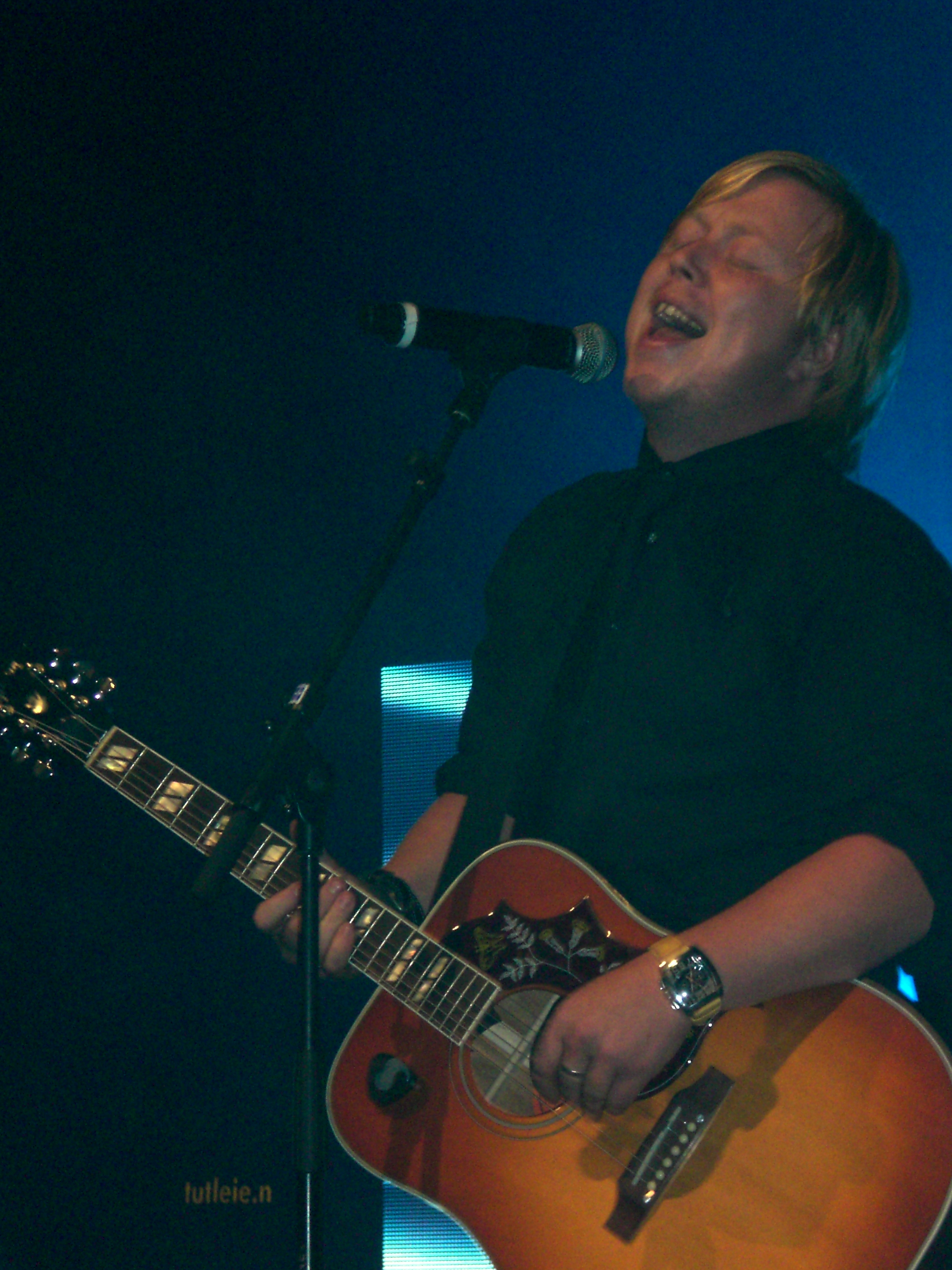
Kurt Nilsen, sångare
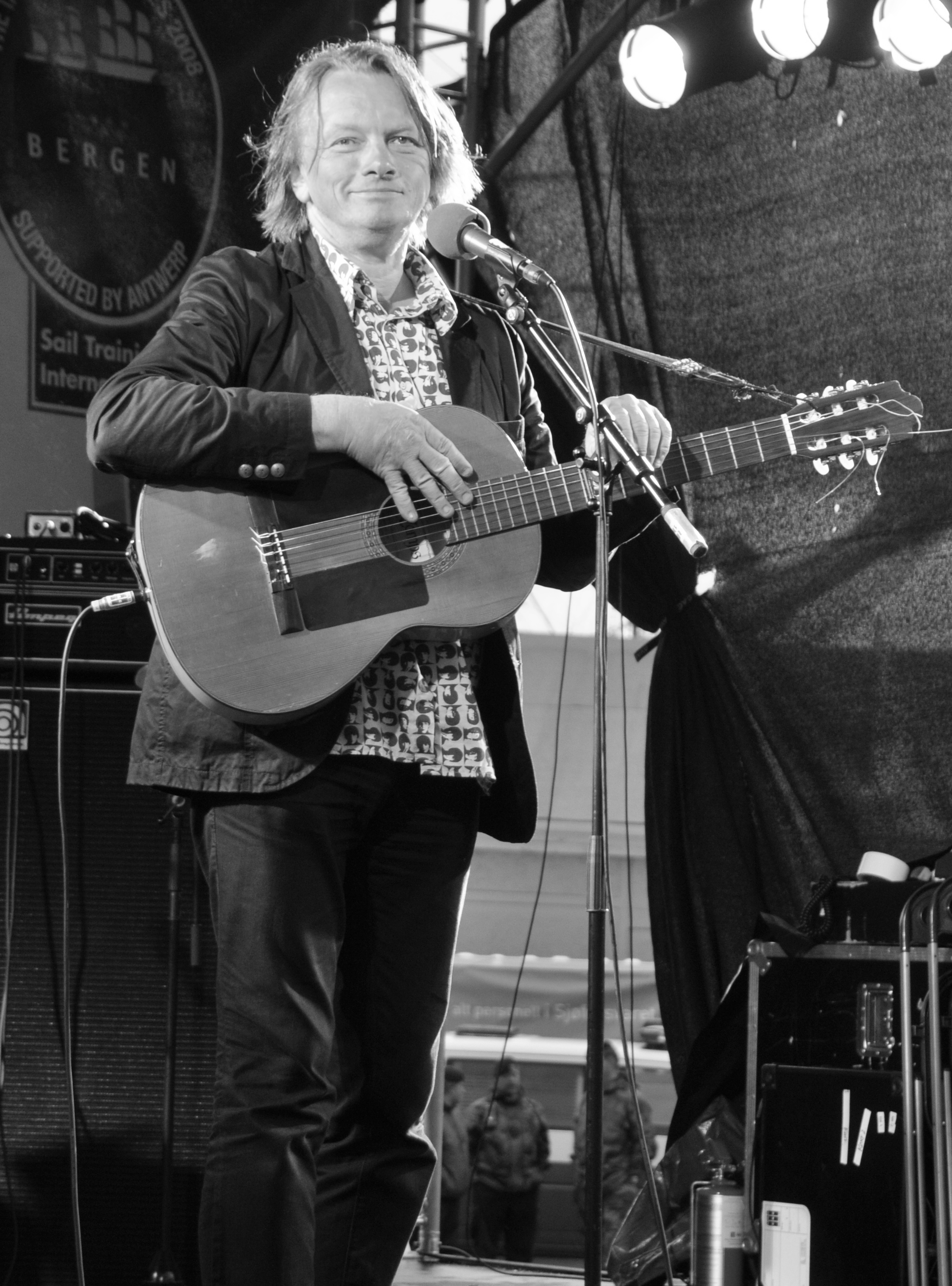
Jan Eggum, sångare
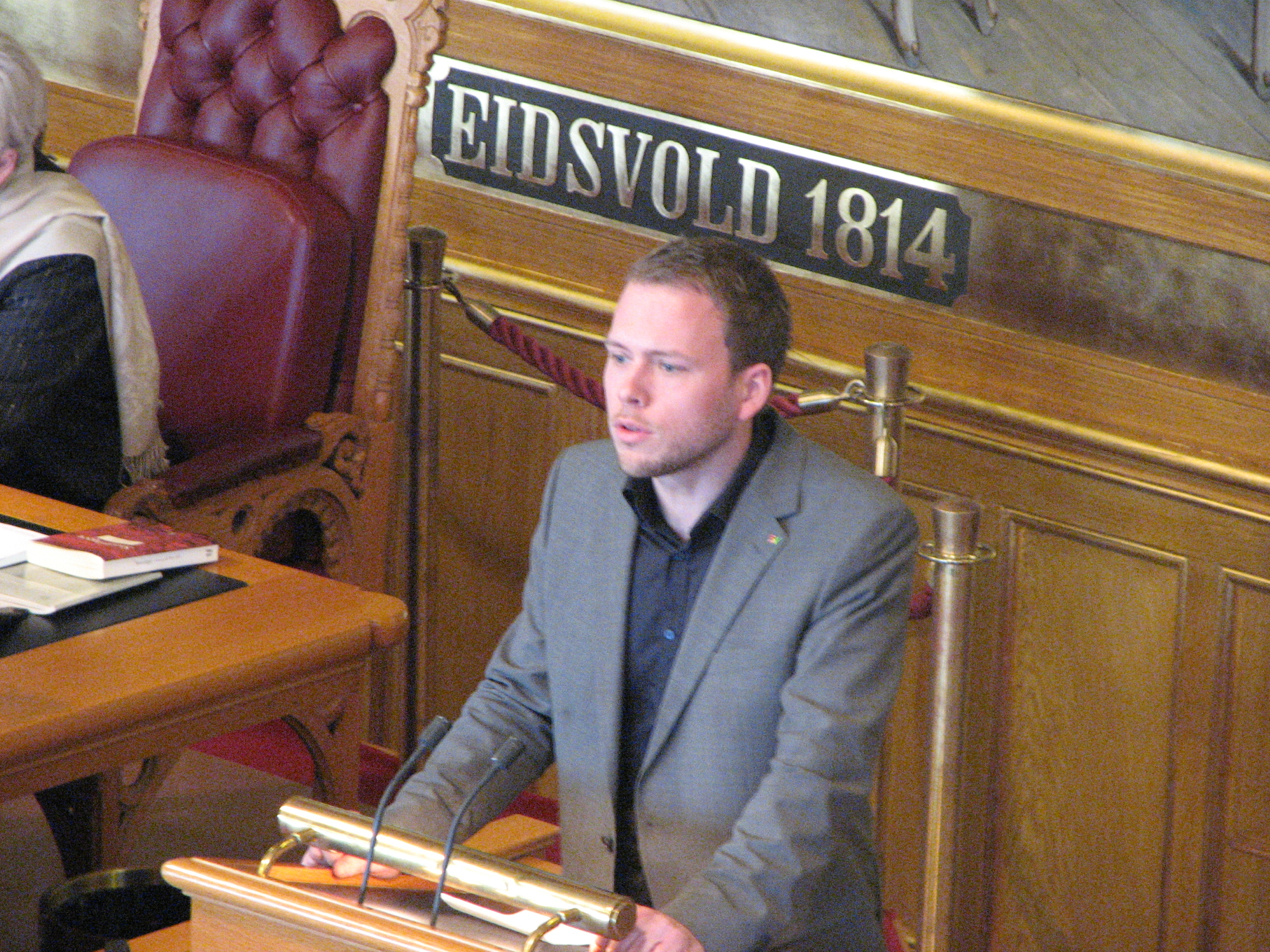
Audun Lysbakken, politiker
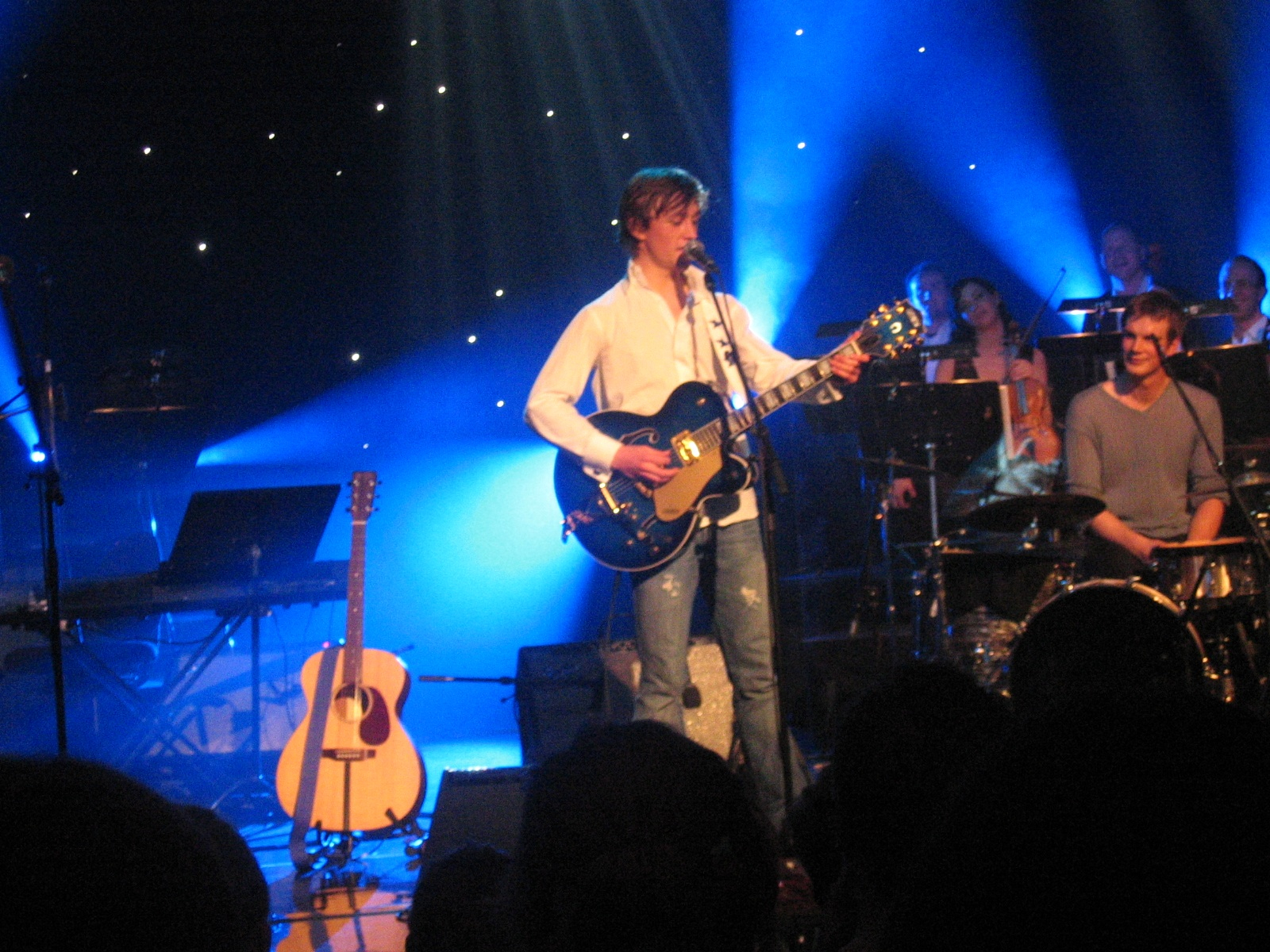
Sondre Lerche, musiker